# Lista odcinków serialu Mroczne zagadki Los Angeles
Poniżej znajduje się lista odcinków serialu telewizyjnego Mroczne zagadki Los Angeles – emitowanego przez amerykańską stację telewizyjną  TNT (stacja telewizyjna) od 13 sierpnia 2012 roku. W Polsce emitowany od 21 sierpnia 2014 roku przez TVN 7.
| Sezon | Sezon | Odcinki | Oryginalna emisja    | Oryginalna emisja    | Oryginalna emisja | Oryginalna emisja    | Oryginalna emisja |
| Sezon | Sezon | Odcinki | Premiera sezonu      | Finał sezonu         | Premiera sezonu   | Finał sezonu         |                   |
| ----- | ----- | ------- | -------------------- | -------------------- | ----------------- | -------------------- | ----------------- |
|       | 1     | 10      | 13 sierpnia 2012     | 15 października 2012 | 21 sierpnia 2014  | 23 października 2014 |                   |
|       | 2     | 19      | 10 czerwca 2013      | 13 stycznia 2014     | 2 sierpnia 2016   | 13 grudnia 2016      |                   |
|       | 3     | 19      | 9 czerwca 2014       | 12 stycznia 2015     | 20 września 2017  | 31 stycznia 2018     |                   |
|       | 4     | 23      | 8 czerwca 2015       | 23 marca 2016        | brak danych       | brak danych          |                   |
|       | 5     | 21      | 13 czerwca 2016      | 12 kwietnia 2017     | nieemitowany      | nieemitowany         |                   |
|       | 6     | 13      | 31 października 2017 | nieemitowany         | nieemitowany      | nieemitowany         |                   |

## Sezon 1 (2012)
| Nr | #  | Tytuł                     | Reżyseria        | Scenariusz                  | Premiera             | Premiera             |
| -- | -- | ------------------------- | ---------------- | --------------------------- | -------------------- | -------------------- |
| 1  | 1  | Reloaded                  | Michael M. Robin | James Duff                  | 13 sierpnia 2012     | 21 sierpnia 2014     |
| 2  | 2  | Before and After          | Steve Robin      | Steven Kane                 | 20 sierpnia 2012     | 28 sierpnia 2014     |
| 3  | 3  | Medical Causes            | Paul McCrane     | Michael Alaimo              | 27 sierpnia 2012     | 4 września 2014      |
| 4  | 4  | The Ecstasy and the Agony | Arvin Brown      | Adam Belanoff               | 3 września 2012      | 11 września 2014     |
| 5  | 5  | Citizen's Arrest          | David McWhirter  | Duppy Demetrius             | 10 września 2012     | 18 września 2014     |
| 6  | 6  | Out of Bounds             | Rick Wallace     | Ralph Gifford, Carson Moore | 17 września 2012     | 25 września 2014     |
| 7  | 7  | The Shame Game            | Leo Geter        | Leo Geter                   | 24 września 2012     | 2 października 2014  |
| 8  | 8  | Dismissed with Prejudice  | Jon Tenney       | Jim Leonard                 | 1 października 2012  | 9 października 2014  |
| 9  | 9  | Cheaters Never Prosper    | Stacey K. Black  | Mike Berchem                | 8 października 2012  | 16 października 2014 |
| 10 | 10 | Long Shot                 | Sheelin Choksey  | Michael Alaimo              | 15 października 2012 | 23 października 2014 |

## Sezon 2 (2013–2014)
| Nr | #  | Tytuł                      | Reżyseria         | Scenariusz                               | Premiera          | Premiera             |
| -- | -- | -------------------------- | ----------------- | ---------------------------------------- | ----------------- | -------------------- |
| 11 | 1  | Final Cut                  | Roxann Dawson     | Leo Geter                                | 10 czerwca 2013   | 2 sierpnia 2016      |
| 12 | 2  | False Pretenses            | Arvin Brown       | Michael Alaimo                           | 17 czerwca 2013   | 9 sierpnia 2016      |
| 13 | 3  | Under the Influence        | David McWhirter   | Duppy Demetrius                          | 24 czerwca 2013   | 16 sierpnia 2016     |
| 14 | 4  | I, Witness                 | Steve Robin       | Adam Belanoff                            | 1 lipca 2013      | 23 sierpnia 2016     |
| 15 | 5  | D.O.A.                     | Paul McCrane      | Ralph Gifford, Carson Moore              | 8 lipca 2013      | 30 sierpnia 2016     |
| 16 | 6  | Boys Will Be Boys          | Anthony Hemingway | Jim Leonard                              | 15 lipca 2013     | 6 września 2016      |
| 17 | 7  | Rules of Engagement        | David McWhirter   | Mike Berchem, James Duff                 | 22 lipca 2013     | 13 września 2016     |
| 18 | 8  | The Deep End               | Rick Wallace      | Michael Alaimo                           | 29 lipca 2013     | 20 września 2016     |
| 19 | 9  | There's No Place Like Home | Leo Geter         | Duppy Demetrius                          | 5 sierpnia 2013   | 27 września 2016     |
| 20 | 10 | Backfire                   | Sheelin Choksey   | Adam Belanoff                            | 12 sierpnia 2013  | 11 października 2016 |
| 21 | 11 | Poster Boy                 | Michael M. Robin  | Leo Geter                                | 19 sierpnia 2013  | 18 października 2016 |
| 22 | 12 | Pick Your Poison           | Steve Robin       | Jim Leonard                              | 25 listopada 2013 | 25 października 2016 |
| 23 | 13 | Jailbait                   | Michael M. Robin  | Ralph Gifford & Carson Moore             | 2 grudnia 2013    | 1 listopada 2016     |
| 24 | 14 | All In                     | Anthony Hemingway | James Duff & Mike Berchem                | 9 grudnia 2013    | 8 listopada 2016     |
| 25 | 15 | Curve Ball                 | Jon Tenney        | Michael Alaimo                           | 16 grudnia 2013   | 15 listopada 2016    |
| 26 | 16 | Risk Assessment            | Stacey K. Black   | Duppy Demetrius                          | 23 grudnia 2013   | 22 listopada 2016    |
| 27 | 17 | Year-End Blowout           | David McWhirter   | Leo Geter & Ralph Gifford & Carson Moore | 30 grudnia 2013   | 29 listopada 2016    |
| 28 | 18 | Return to Sender           | Rick Wallace      | Michael Alaimo                           | 6 stycznia 2014   | 6 grudnia 2016       |
| 29 | 19 | Return to Sender Part 2    | James Duff        | Adam Belanoff                            | 13 stycznia 2014  | 13 grudnia 2016      |

## Sezon 3 (2014–2015)
| Nr | #  | Tytuł                   | Reżyseria         | Scenariusz                              | Premiera          | Premiera             |
| -- | -- | ----------------------- | ----------------- | --------------------------------------- | ----------------- | -------------------- |
| 30 | 1  | Flight Risk             | David McWhirter   | Michael Alaimo                          | 9 czerwca 2014    | 20 września 2017     |
| 31 | 2  | Personal Day            | Rick Wallace      | Duppy Demetrius                         | 16 czerwca 2014   | 27 września 2017     |
| 32 | 3  | Frozen Assets           | Paul McCrane      | Adam Belanoff                           | 23 czerwca 2014   | 4 października 2017  |
| 33 | 4  | Letting It Go           | Steve Robin       | Jim Leonard Damani Johnson              | 30 czerwca 2014   | 11 października 2017 |
| 34 | 5  | Do Not Disturb          | Sheelin Choksey   | Ralph Gifford Carson Moore              | 7 lipca 2014      | 18 października 2017 |
| 35 | 6  | Jane Doe #38            | Steve Robin       | Michael Alaimo Kendall Sherwood         | 14 lipca 2014     | 25 października 2017 |
| 36 | 7  | Two Options             | Michael M. Robin  | James Duff Mike Berchem                 | 21 lipca 2014     | 1 listopada 2017     |
| 37 | 8  | Cutting Loose           | Roxann Dawson     | Duppy Demetrius                         | 28 lipca 2014     | 8 listopada 2017     |
| 38 | 9  | Sweet Revenge           | David McWhirter   | Adam Belanoff                           | 4 sierpnia 2014   | 15 listopada 2017    |
| 39 | 10 | Zoo Story               | Michael M. Robin  | Leo Geter Jim Leonard                   | 11 sierpnia 2014  | 22 listopada 2017    |
| 40 | 11 | Down the Drain          | Steve Robin       | Duppy Demetrius                         | 24 listopada 2014 | 29 listopada 2017    |
| 41 | 12 | Party Foul              | Rick Wallace      | Michael Alaimo                          | 1 grudnia 2014    | 6 grudnia 2017       |
| 42 | 13 | Acting Out              | Sheelin Choksey   | Adam Belanoff                           | 8 grudnia 2014    | 13 grudnia 2017      |
| 43 | 14 | Trial by Fire           | Stacy K. Black    | Ralph Gifford Carson Moore              | 15 grudnia 2014   | 20 grudnia 2017      |
| 44 | 15 | Chain Reaction          | David McWhirter   | Kendall Sherwood                        | 22 grudnia 2014   | 3 stycznia 2018      |
| 45 | 16 | Leap of Faith           | Jon Tenney        | Damani Johnson                          | 29 grudnia 2014   | 10 stycznia 2018     |
| 46 | 17 | Internal Affairs        | Anthony Hemingway | Michael Alaimo                          | 5 stycznia 2015   | 17 stycznia 2018     |
| 47 | 18 | Special Master Part One | Steve Robin       | Mike Berchem Ralph Gifford Carson Moore | 12 stycznia 2015  | 24 stycznia 2018     |
| 48 | 19 | Special Master Part Two | Leo Geter         | Mike Berchem Leo Geter Jim Leonard      | 12 stycznia 2015  | 31 stycznia 2018     |

## Sezon 4 (2015-2016)
| Nr | #  | Tytuł                  | Reżyseria        | Scenariusz                       | Premiera          | Premiera    |
| -- | -- | ---------------------- | ---------------- | -------------------------------- | ----------------- | ----------- |
| 49 | 1  | A Rose Is a Rose       | Duppy Demetrius  | David McWhirter                  | 8 czerwca 2015    | brak danych |
| 50 | 2  | Sorry I Missed You     | Sheelin Choksey  | Kendall Sherwood                 | 15 czerwca 2015   | brak danych |
| 51 | 3  | Open Line              | Rick Wallace     | Ralph Gifford, Carson Moore      | 22 czerwca 2015   | brak danych |
| 52 | 4  | Turn Down              | Paul McCrane     | Adam Belanoff                    | 29 czerwca 2015   | brak danych |
| 53 | 5  | Snitch                 | Steve Robin      | Damani Johnson                   | 6 lipca 2015      | brak danych |
| 54 | 6  | Personal Effects       | Sylvain White    | Michael Adaimo                   | 13 lipca 2015     | brak danych |
| 55 | 7  | Targets of Opportunity | Michael Robin    | Jim Leonard                      | 20 lipca 2015     | brak danych |
| 56 | 8  | Hostage to Fortune     | Paul McCrane     | Adam Belanoff                    | 27 lipca 2015     | brak danych |
| 57 | 9  | Wish You Were Here     | Paul McCrane     | Adam Belanoff                    | 3 sierpnia 2015   | brak danych |
| 58 | 10 | Fifth Dynasty          | Michael M. Robin | Kendall Sherwood                 | 10 sierpnia 2015  | brak danych |
| 59 | 11 | Four of a Kind         | Rick Wallace     | Ralph Gifford & Carson Moore     | 2 listopada 2015  | brak danych |
| 60 | 12 | Blackout               | David McWhirter  | Damani Johnson                   | 9 listopada 2015  | brak danych |
| 61 | 13 | Reality Check          | Sheelin Choksey  | Michael Alaimo                   | 16 listopada 2015 | brak danych |
| 62 | 14 | Taking the Fall        | Stacey K. Black  | Jim Leonard & Nick Zayas         | 23 listopada 2015 | brak danych |
| 63 | 15 | The Jumping Off Point  | Stacey K. Black  | Jim Leonard & Nick Zayas         | 30 listopada 2015 | brak danych |
| 64 | 16 | Thick as Thieves       | Jon Tenney       | Kendall Sherwood                 | 7 grudnia 2015    | brak danych |
| 65 | 17 | FindKaylaWeber         | David Harp       | Duppy Demetrius                  | 14 grudnia 2015   | brak danych |
| 66 | 18 | Penalty Phase          | Michael M. Robin | Adam Belanoff                    | 21 grudnia 2015   | brak danych |
| 67 | 19 | Hindsight – Part 1     | Michael M. Robin | James Duff, Mike Berchem         | 15 lutego 2016    | brak danych |
| 68 | 20 | Hindsight – Part 2     | Stacey K. Black  | Damani Johnson                   | 22 lutego 2016    | brak danych |
| 69 | 21 | Hindsight – Part 3     | Patrick Duffy    | Ralph Gifford, Carson Moore      | 29 lutego 2016    | brak danych |
| 70 | 22 | Hindsight – Part 4     | Leo Geter        | Michael Alaimo                   | 7 marca 2016      | brak danych |
| 71 | 23 | Hindsight – Part 5     | Michael M. Robin | Michael Berchem, Duppy Demetrius | 14 marca 2016     | brak danych |

## Sezon 5 (2016-2017)
| Nr | #  | Tytuł               | Reżyseria        | Scenariusz       | Premiera         | Premiera    |
| -- | -- | ------------------- | ---------------- | ---------------- | ---------------- | ----------- |
| 72 | 1  | Present Tense       | Sheelin Choksey  | Damani Johnson   | 13 czerwca 2016  | brak danych |
| 73 | 2  | N.S.F.W.            | Sylvain White    | Kendall Sherwood | 20 czerwca 2016  | brak danych |
| 74 | 3  | Foreign Affairs     | Nzingha Stewart  | Carson Moore     | 27 czerwca 2016  | brak danych |
| 75 | 4  | Skin Deep           | Steve Robin      | Adam Belanoff    | 11 lipca 2016    | brak danych |
| 76 | 5  | Cashed Out          | Paul McCrane     | Ralph Gifford    | 18 lipca 2016    | brak danych |
| 77 | 6  | Tourist Trap        | Rick Wallace     | Duppy Demetrius  | 25 lipca 2016    | brak danych |
| 78 | 7  | Moral Hazard        | David McWhirter  | Nick Zayas       | 1 sierpnia 2016  | brak danych |
| 79 | 8  | Off the Wagon       | Stacey K. Black  | Michael Zara     | 15 sierpnia 2016 | brak danych |
| 80 | 9  | Family Law          | David Harp       | Mike Berchem     | 22 sierpnia 2016 | brak danych |
| 81 | 10 | Dead Zone           | Patrick G. Duffy | Kendall Sherwood | 29 sierpnia 2016 | brak danych |
| 82 | 11 | White Lies Part 1   | Michael M. Robin | James Duff       | 5 września 2016  | brak danych |
| 83 | 12 | White Lies Part 2   | Sheelin Choksey  | Damani Johnson   | 12 września 2016 | brak danych |
| 84 | 13 | White Lies Part 3   | Michael M. Robin | Carson Moore     | 19 września 2016 | brak danych |
| 85 | 14 | Heart Failure       | Nzingha Stewart  | Ralph Gifford    | 22 lutego 2017   | brak danych |
| 86 | 15 | Cleared History     | Jennifer Phang   | Adam Belanoff    | 1 marca 2017     | brak danych |
| 87 | 16 | Quid Pro Quo        | Sylvain White    | Michael Zara     | 8 marca 2017     | brak danych |
| 88 | 17 | Dead Drop           | Stacey K. Black  | Nick Zayas       | 15 marca 2017    | brak danych |
| 89 | 18 | Bad Blood           | Steve Robin      | Kendall Sherwood | 22 marca 2017    | brak danych |
| 90 | 19 | Intersection        | Rick Wallace     | Damani Johnson   | 29 marca 2017    | brak danych |
| 91 | 20 | Shockwave, Part One | Patrick Duffy    | Ralph Gifford    | 5 kwietnia 2017  | brak danych |
| 92 | 21 | Shockwave, Part Two | Michael M. Robin | Duppy Demetrius  | 12 kwietnia 2017 | brak danych |

## Sezon 6 (2017-2018)
| Nr  | #  | Tytuł                     | Reżyseria         | Scenariusz                   | Premiera             | Premiera    |
| --- | -- | ------------------------- | ----------------- | ---------------------------- | -------------------- | ----------- |
| 93  | 1  | Sanctuary City: Part 1    | Michael M. Robin  | James Duff                   | 31 października 2017 | brak danych |
| 94  | 2  | Sanctuary City: Part 2    | Paul McCrane      | Kendall Sherwood             | 7 listopada 2017     | brak danych |
| 95  | 3  | Sanctuary City: Part 3    | Nzingha Stewart   | Damani Johnson               | 14 listopada 2017    | brak danych |
| 96  | 4  | Sanctuary City: Part 4    | Sheelin Choksey   | Ralph Gifford                | 21 listopada 2017    | brak danych |
| 97  | 5  | Sanctuary City: Part 5    | Patrick Duffy     | Carson Moore                 | 28 listopada 2017    | brak danych |
| 98  | 6  | Conspiracy Theory: Part 1 | Stacey K. Black   | Adam Belanoff                | 5 grudnia 2017       | brak danych |
| 99  | 7  | Conspiracy Theory: Part 2 | Anthony Hemingway | Michael Zara                 | 12 grudnia 2017      | brak danych |
| 100 | 8  | Conspiracy Theory: Part 3 | Stacey K. Black   | Mike Berchem                 | 19 grudnia 2017      | brak danych |
| 101 | 9  | Conspiracy Theory: Part 4 | Michael M. Robin  | Duppy Demetrius              | 19 grudnia 2018      | brak danych |
| 102 | 10 | By Any Means: Part 1      | David Harp        | Nick Zayas                   | 26 grudnia 2018      | brak danych |
| 103 | 11 | By Any Means: Part 2      | Rick Wallace      | Kendall Sherwood             | 26 grudnia 2018      | brak danych |
| 104 | 12 | By Any Means: Part 3      | Sheelin Choksey   | Damani Johnson, Carson Moore | 2 stycznia 2018      | brak danych |
| 105 | 13 | By Any Means: Part 4      | James Duff        | Adam Belanoff, Ralph Gifford | 9 stycznia 2018      | brak danych |